# Кравчик, Дезире
Дезире́ Мари́ Кра́вчик (англ. Desirae Marie Krawczyk, [ˈkraftʂɨk]; род. 11 января 1994, Палм-Дезерт, США) — американская теннисистка; победительница четырёх турниров Большого шлема в миксте (Открытый чемпионат Франции-2021, Уимблдон-2021, -2022, Открытый чемпионат США-2021); финалистка одного турнира Большого шлема в парном разряде (Открытый чемпионат Франции-2020) и двух в миксте (Открытый чемпионат Австралии-2024, Открытый чемпионат Франции-2024); победительница 12 турниров WTA в парном разряде.

## Общая информация
Дезире начала играть в теннис в четыре года вместе с отцом. Любимое покрытие — хард; любимые турниры — Акапулько, Индиан-Уэллс и Уимблдон.

## Спортивная карьера

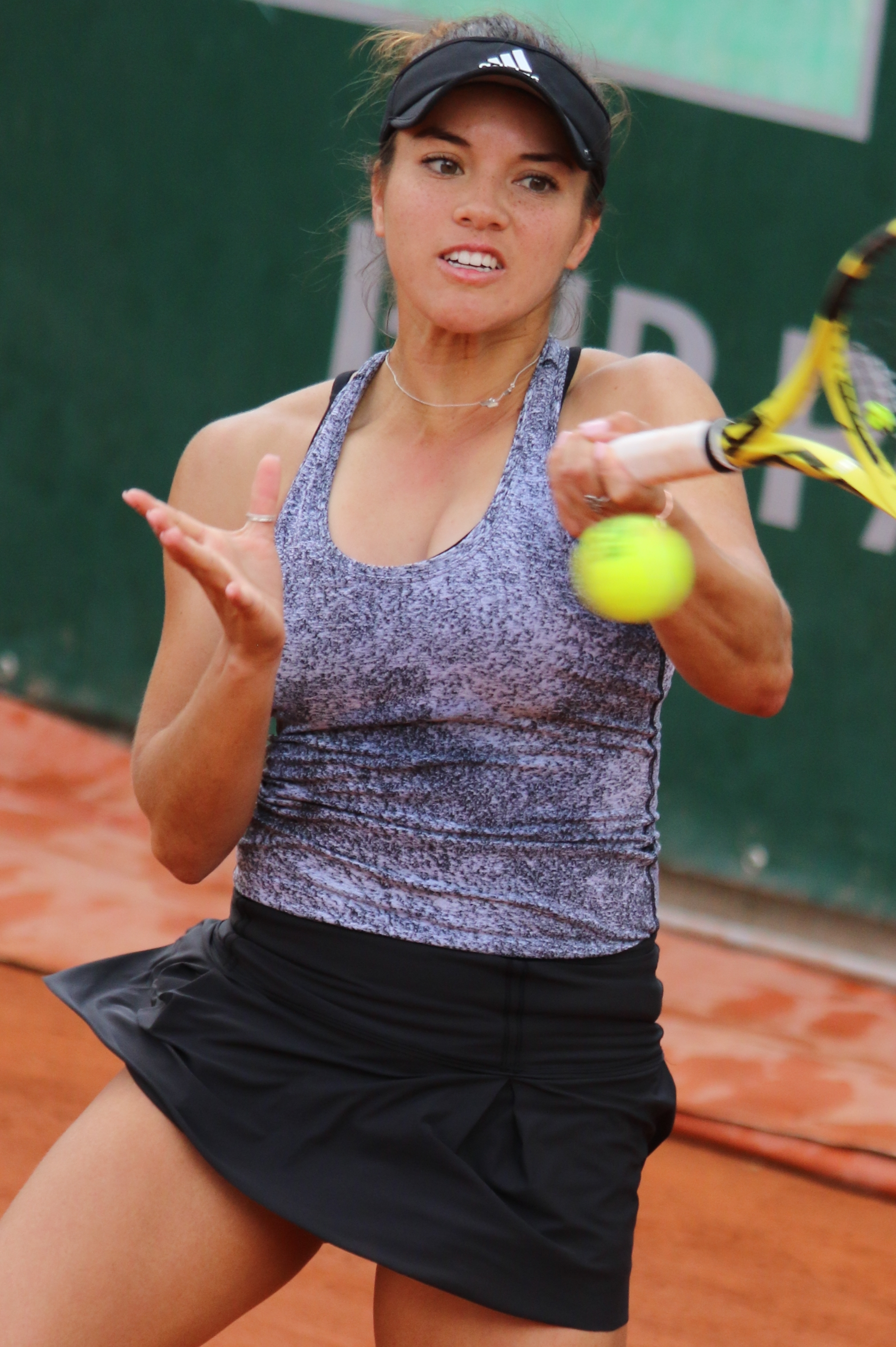
На Ролан Гаррос 2019 года

Кравчик является теннисисткой, специализирующейся на парном разряде. Впервые на взрослом турнире из цикла ITF сыграла в 2010 году, однако до 2016 года её выступления на профессиональных турнирах носили эпизодический характер. В январе 2017 года она выиграла два первых титула базового уровня ITF совместно с Гильяной Ольмос. В июле 2017 года она впервые сыграла в WTA-туре, став участницей турнира в Вашингтоне в паре с Кейтлин Кристиан. В это время Кравчик чаще всего выступала в команде с мексиканкой Ольмос и с ней в апреле 2018 года вышла в первый финал в Туре — на турнире в Монтеррее. В июне она поднялась в топ-100 парного рейтинга. В июле в паре с Алексой Гуарачи удалось выиграть и первый титул WTA — на турнире в Гштаде. Дебют на турнирах серии Большого шлема состоялся в августе 2018 года на Открытом чемпионате США, где она сыграла в альянсе с Моникой Адамчак.
В марте 2019 года Кравчик и Ольмос вышли в финал турнира в Акапулько. В июне они взяли титул на травяном турнире в Ноттингеме. В феврале 2020 года Кравчик в паре с Алисон Риск дошла до полуфинала турнира в Дубае. Затем выиграла турнир в Акапулько в марте с Гильяной Ольмос. После коронавирусной паузы она стала играть в паре с Алексой Гуарачи. В сентябре они выиграли турнир в Стамбуле. Затем они сенсационно дошли до парного финала на Открытом чемпионате Франции, в котором уступили паре Тимея Бабош и Кристина Младенович — 4-6, 5-7.
2021 год для Кравчик ознаменовался успехами в миксте. В феврале 2021 года на Открытом чемпионате Австралии она доиграла до полуфинала в партнёрстве с Джо Солсбери. Затем в женском парном разряде был выигран турнир в Аделаиде совместно с Гуарачи. В марте с Ольмос вышли в финал в Гвадалахаре, в апреле до финала в Штутгарте на грунте с Бетани Маттек-Сандс, а в мае с Гуарачи выиграла второй титул в сезоне на турнире в Страсбурге. На Открытом Чемпионате Франции она выиграла свой первый Большой шлем в смешанном парном разряде в Джо Солсбери. В финале они обыграли российскую пару Елена Веснина и Аслан Карацев — 2-6, 6-4, [10-5]. Затем на Уимблдонском турнире Кравчик вновь взяла Большой шлем в миксте в паре с ещё одним британским теннисистом Нилом Скупски. В финале они переиграли дуэт Хэрриет Дарт и Джо Солсбери — 6-2, 7-6. На Открытом чемпионате США Кравчик выиграла в миксте третий Большой шлем в сезоне, во второй раз в паре с Джо Солсбери. В решающем матче они победили дуэт Гильяна Ольмос и Марсело Аревало (7-5, 6-2). В женских парах в США она смогла выйти в полуфинал в сотрудничестве в Гуарачи. В ноябре Гуарачи и Кравчик сыграли на Итоговом турнире WTA, где не смогли выйти из группы.
В апреле 2022 года смогла выиграть турнир в Штутгарте в паре с Деми Схюрс. В мае они смогли выйти в финал в серии Премьер — на турнире в Мадриде. В июле она удачно сыграла на Уимблдоне. В женском парном разряде она вышла в полуфинал в альянсе с Даниэль Коллинз. В миксте она защитила прошлогодний титул вместе с Нилом Скупски, обыграв в финале пару Саманта Стосур и Мэттью Эбден (6-4, 6-3). Это был четвёртый титул Большого шлема для Кравчик за два года в миксте. В июле она вошла в топ-10 парного рейтинга. На Открытом чемпионате США в женских парах Кравчик и Схюрс вышла в четвертьфинал. На Итоговом турнире они доиграли до полуфинала.
На Открытом чемпионате Австралии 2023 года Кравчик с Схюрс вышла в четвертьфинал в женской паре в дуэте с Деми Схюрс и в полуфинал в миксте с Нилом Скупски. В апреле она выиграла турнир в Чарлстоне с Даниэль Коллинз, а затем второй год подряд выиграла в Штутгарте в паре с Деми Схюрс. В мае она вышла в финал турнира в Страсбурге в паре с Ольмос. В июне Кравчик и Схюрс победили на турнире в Истборне. Для Кравчик это был десятый титул в Туре и пятый в серии Премьер. В августе Кравчик и Схюрс смогли выйти в финал крупного турнира в Монреале и после этого Дезире поднялась на восьмую позицию в парном рейтинге.

## Итоговое место в рейтинге WTA по годам
| Год  | Одиночный рейтинг | Парный рейтинг |
| 2024 |                   | 11             |
| 2023 |                   | 16             |
| 2022 |                   | 16             |
| 2021 | 893               | 17             |
| 2020 |                   | 25             |
| 2019 |                   | 37             |
| 2018 |                   | 67             |
| 2017 | 769               | 143            |
| 2016 |                   | 700            |

## Выступления на турнирах

### Финалы турниров Большого шлема в парном разряде (1)

#### Поражение (1)
| №  | Год  | Турнир                     | Покрытие | Партнёрша      | Соперницы в финале              | Счёт    |
| 1. | 2020 | Открытый чемпионат Франции | Грунт    | Алекса Гуарачи | Тимея Бабош Кристина Младенович | 4-6 5-7 |

### Финалы турнировWTAв парном разряде (23)

#### Победы (12)
| Легенда:                                   |
| ------------------------------------------ |
| Турниры Большого шлема (0+0+4)*            |
| Олимпиада (0)                              |
| Итоговый турнир WTA (0)                    |
| Premier Mandatory / WTA 1000 Mandatory (0) |
| Premier 5 / WTA 1000 (0+1)                 |
| Premier / WTA 500 (0+5)                    |
| International / WTA 250 (0+6)              |

| Титулы по покрытиям | Титулы по месту проведения матчей турнира |
| ------------------- | ----------------------------------------- |
| Хард (0+4+1)*       | Зал (0+3)                                 |
| Грунт (0+6+1)       | Зал (0+3)                                 |
| Трава (0+2+2)       | Открытый воздух (0+9+4)                   |
| Ковёр (0)           | Открытый воздух (0+9+4)                   |

* количество побед в одиночном разряде + количество побед в парном разряде + количество побед в миксте.
| №   | Дата             | Турнир                    | Покрытие    | Партнёрша         | Соперницы в финале                     | Счёт              |
| 1.  | 22 июля 2018     | Гштад, Швейцария          | Грунт       | Алекса Гуарачи    | Лара Арруабаррена Тимея Бачински       | 4-6 6-4 [10-6]    |
| 2.  | 16 июня 2019     | Ноттингем, Великобритания | Трава       | Гильяна Ольмос    | Эллен Перес Арина Родионова            | 7-6(5) 7-5        |
| 3.  | 29 февраля 2020  | Акапулько, Мексика        | Хард        | Гильяна Ольмос    | Катерина Бондаренко Шэрон Фичмен       | 6-3 7-6(5)        |
| 4.  | 13 сентября 2020 | Стамбул, Турция           | Грунт       | Алекса Гуарачи    | Эллен Перес Сторм Сандерс              | 6-1 6-3           |
| 5.  | 27 февраля 2021  | Аделаида, Австралия       | Хард        | Алекса Гуарачи    | Хэйли Картер Луиза Стефани             | 6-7(4) 6-4 [10-3] |
| 6.  | 29 мая 2021      | Страсбург, Франция        | Грунт       | Алекса Гуарачи    | Макото Ниномия Ян Чжаосюань            | 6-2 6-3           |
| 7.  | 24 апреля 2022   | Штутгарт, Германия        | Грунт (зал) | Деми Схюрс        | Кори Гауфф Чжан Шуай                   | 6-3 6-4           |
| 8.  | 9 апреля 2023    | Чарлстон, США             | Грунт       | Даниэль Коллинз   | Гильяна Ольмос Эна Сибахара            | 0-6 6-4 [14-12]   |
| 9.  | 23 апреля 2023   | Штутгарт, Германия (2)    | Грунт (зал) | Деми Схюрс        | Николь Мелихар-Мартинес Гильяна Ольмос | 6-4 6-1           |
| 10. | 1 июля 2023      | Истборн, Великобритания   | Трава       | Деми Схюрс        | Николь Мелихар-Мартинес Эллен Перес    | 6-2 6-4           |
| 11. | 12 августа 2024  | Торонто, Канада           | Хард        | Кэролайн Доулхайд | Габриэла Дабровски Эрин Рутлифф        | 7-6(2) 3-6 [10-7] |
| 12. | 2 февраля 2025   | Сингапур                  | Хард (зал)  | Гильяна Ольмос    | Ван Синьюй Чжэн Сайсай                 | 7-5 6-0           |

#### Поражения (11)
| №   | Дата            | Турнир                     | Покрытие | Партнёрша           | Соперницы в финале                  | Счёт              |
| 1.  | 8 апреля 2018   | Монтеррей, Мексика         | Хард     | Гильяна Ольмос      | Наоми Броуди Сара Соррибес Тормо    | 6-3 4-6 [8-10]    |
| 2.  | 2 марта 2019    | Акапулько, Мексика         | Хард     | Гильяна Ольмос      | Виктория Азаренко Чжэн Сайсай       | 1-6 2-6           |
| 3.  | 11 октября 2020 | Открытый чемпионат Франции | Грунт    | Алекса Гуарачи      | Тимея Бабош Кристина Младенович     | 4-6 5-7           |
| 4.  | 13 марта 2021   | Гвадалахара, Мексика       | Хард     | Гильяна Ольмос      | Эллен Перес Астра Шарма             | 4-6 4-6           |
| 5.  | 25 апреля 2021  | Штутгарт, Германия         | Грунт    | Бетани Маттек-Сандс | Эшли Барти Дженнифер Брэди          | 4-6 7-5 [5-10]    |
| 6.  | 7 мая 2022      | Мадрид, Испания            | Грунт    | Деми Схюрс          | Габриэла Дабровски Гильяна Ольмос   | 6-7(1) 7-5 [7-10] |
| 7.  | 27 мая 2023     | Страсбург, Франция         | Грунт    | Гильяна Ольмос      | Сюй Ифань Ян Чжаосюань              | 3-6 2-6           |
| 8.  | 13 августа 2023 | Монреаль, Канада           | Хард     | Деми Схюрс          | Сюко Аояма Эна Сибахара             | 4-6 6-4 [11-13]   |
| 9.  | 17 февраля 2024 | Доха, Катар                | Хард     | Кэролайн Доулхайд   | Луиза Стефани Деми Схюрс            | 4-6 2-6           |
| 10. | 3 марта 2024    | Сан-Диего, США             | Хард     | Джессика Пегула     | Николь Мелихар-Мартинес Эллен Перес | 1-6 2-6           |
| 11. | 6 апреля 2025   | Чарлстон, США              | Грунт    | Кэролайн Доулхайд   | Елена Остапенко Эрин Рутлифф        | 4-6 2-6           |

### Финалы турнировWTA 125иITFв парном разряде (12)

#### Победы (6)
| Легенда:                    |
| --------------------------- |
| WTA 125 (0)*                |
| 100.000 USD (0+1)           |
| 80.000 (75.000)** USD (0)   |
| 60.000 (50.000)** USD (0+1) |
| 25.000 USD (0+2)            |
| 15.000 (10.000)** USD (0+2) |

** призовой фонд до 2017 года
| Титулы по покрытиям | Титулы по месту проведения матчей турнира |
| ------------------- | ----------------------------------------- |
| Хард (0+6)*         | Зал (0)                                   |
| Грунт (0)           | Зал (0)                                   |
| Трава (0)           | Открытый воздух (0+6)                     |
| Ковёр (0)           | Открытый воздух (0+6)                     |

* количество побед в одиночном разряде + количество побед в парном разряде.
| №  | Дата            | Турнир                | Покрытие | Партнёрша      | Соперницы в финале              | 'Счёт          |
| 1. | 15 января 2017  | Фор-де-Франс, Франция | Хард     | Гильяна Ольмос | Эммануэль Салас Сара Цакаревич  | 6-3 6-2        |
| 2. | 29 января 2017  | Сен-Мартен, Франция   | Хард     | Гильяна Ольмос | Розали ван дер Хук Хайенн Эвейк | 6-1 6-1        |
| 3. | 16 апреля 2017  | Ирапуато, Мексика     | Хард     | Гильяна Ольмос | Марсела Сакариас Ронит Юровски  | 6-1 6-0        |
| 4. | 21 мая 2017     | Инчхон, Южная Корея   | Хард     | Гильяна Ольмос | Ким На Ри Чхве Джихи            | 6-3 2-6 [10-8] |
| 5. | 30 июля 2017    | Сакраменто, США       | Хард     | Гильяна Ольмос | Вера Лапко Йована Якшич         | 6-1 6-2        |
| 6. | 19 августа 2018 | Ванкувер, Канада      | Хард     | Гильяна Ольмос | Катерина Козлова Аранча Рус     | 6-2 7-5        |

#### Поражения (6)
| №  | Дата             | Турнир                    | Покрытие | Партнёрша       | Соперницы в финале             | Счёт            |
| 1. | 18 сентября 2016 | Понта-Делгада, Португалия | Хард     | Элина Вихрянова | Катарина Геринг Андреа Ка      | 3-6 3-6         |
| 2. | 19 августа 2017  | Ванкувер, Канада          | Хард     | Гильяна Ольмос  | Джессика Мур Джоселин Рэй      | 1-6 5-7         |
| 3. | 18 марта 2018    | Ирапуато, Мексика         | Хард     | Гильяна Ольмос  | Алекса Гуарачи Эрин Рутлифф    | 6-4 2-6 [6-10]  |
| 4. | 4 ноября 2018    | Тайлер, США               | Хард     | Гильяна Ольмос  | Николь Гиббс Эйжа Мухаммад     | 6-3 3-6 [12-14] |
| 5. | 18 ноября 2018   | Хьюстон, США              | Хард     | Гильяна Ольмос  | Мейган Манассе Джессика Пегула | 6-1 4-6 [8-10]  |
| 6. | 2 февраля 2020   | Берни, Австралия          | Хард     | Эйжа Мухаммад   | Эллен Перес Сторм Сандерс      | 3-6 2-6         |

### Финалы турниров Большого шлема в смешанном парном разряде (6)

#### Победы (4)
| №  | Год  | Турнир                     | Покрытие | Партнёр      | Соперники в финале             | Счёт           |
| 1. | 2021 | Открытый чемпионат Франции | Грунт    | Джо Солсбери | Елена Веснина Аслан Карацев    | 2-6 6-4 [10-5] |
| 2. | 2021 | Уимблдонский турнир        | Трава    | Нил Скупски  | Хэрриет Дарт Джо Солсбери      | 6-2 7-6(1)     |
| 3. | 2021 | Открытый чемпионат США     | Хард     | Джо Солсбери | Гильяна Ольмос Марсело Аревало | 7-5 6-2        |
| 4. | 2022 | Уимблдон (2)               | Трава    | Нил Скупски  | Саманта Стосур Мэттью Эбден    | 6-4 6-3        |

#### Поражения (2)
| №  | Год  | Турнир                       | Покрытие | Партнёр     | Соперники в финале                | Счёт              |
| 1. | 2024 | Открытый чемпионат Австралии | Хард     | Нил Скупски | Се Шувэй Ян Зелиньский            | 7-6(5) 4-6 [9-11] |
| 2. | 2024 | Открытый чемпионат Франции   | Грунт    | Нил Скупски | Лаура Зигемунд Эдуар Роже-Васслен | 4-6 5-7           |